# Puerto de Navacerrada
El puerto de Navacerrada es un puerto de montaña a una altitud de 1858 m sobre el nivel del mar, situado en la sierra de Guadarrama (sistema Central). Separa las provincias de Segovia y Madrid, en el centro de España. La ladera norte (la segoviana) pertenece al municipio de Real Sitio de San Ildefonso y la sur (la madrileña) a Cercedilla. En el puerto hay una estación de esquí y una estación de tren. Dispone de varios hoteles, apartamentos, albergues, restaurantes y una escuela de esquí.

## Puerto de montaña

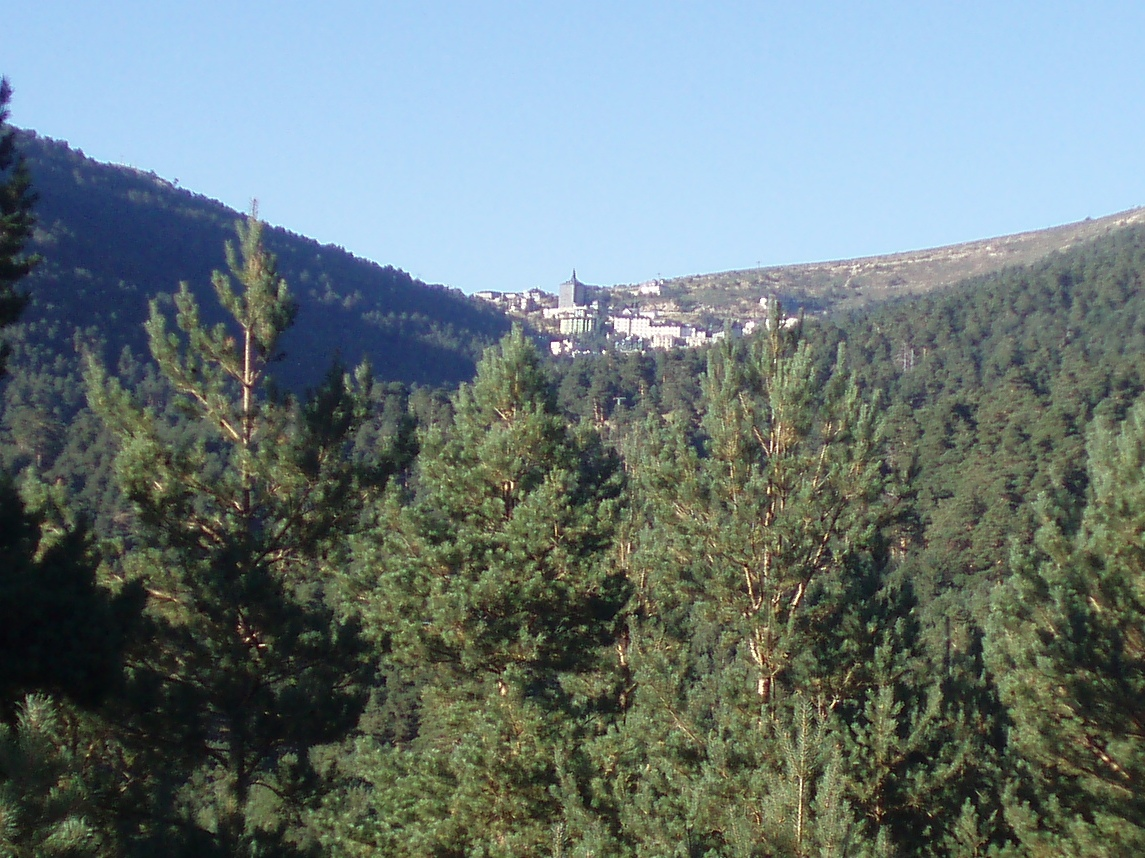
Puerto de Navacerrada visto desde el valle de Navalmedio

Este puerto de montaña es el más alto de la sierra de Guadarrama y uno de los más elevados de España. Es uno de los más transitados de todos los que hay en la sierra y es el paso natural entre los montes de Siete Picos (al oeste) y la Bola del Mundo (al este). Al norte se extiende el valle de Valsaín y al sur el de Navalmedio.
El proyecto del puerto fue realizado en 1778, por el arquitecto real Juan de Villanueva, y no quedaría abierto al tráfico hasta diez años más tarde, bajo el reinado de Carlos IV. Para atravesarlo debía realizarse un pago de portazgo, y fue paso habitual de reyes y ministros que atravesaban la sierra con destino a La Granja de San Ildefonso, realizando parada en la Fonda Real. Durante sus primeros años recibía el nombre de "puerto de Manzanares".
En 1956 se elaboró un proyecto de construcción de un túnel de 3800 m de longitud que incluía además un nuevo trazado de la carretera desde la Nacional I, impulsado y promocionado desde Segovia, pero no se llevó finalmente adelante.
El puerto es atravesado por la carretera, antes N-601 y ahora autonómica, dividida en CL-601 (nombre en Castilla y León) y M-601 (nombre en la Comunidad de Madrid), que comunica el municipio madrileño de Collado Villalba con Segovia. En el propio puerto sale otra carretera autonómica, la SG-615, que conduce a los pueblos que hay en el valle del Lozoya, pasando antes por el puerto de Cotos.
El último tramo del recorrido desde el sur, de la intersección de la M-601 y la M-607, comienza a 1300 m de altitud aproximadamente y sube 560 m al alto del puerto en unos 7 km, con una pendiente media del 8 %.

## Estación de esquí
Es una antigua estación de esquí ubicada en el límite de las provincias de Segovia y Madrid cuyas pistas discurren en la boscosa zona de los valles de Valsaín y Navalmedio.
Tiene dos zonas de esquí diferenciadas:
- Zona de debutantes, con pistas cortas más sencillas y protegida climatológicamente, ideal para los principiantes en la práctica del esquí. Está en el lado oeste del puerto de montaña y las pistas están dentro de un hermoso bosque de pino silvestre. Algunas de las pistas y remontes de esta zona están dentro de la provincia de Segovia. Hay también una pequeña pista reservada a los trineos.
- Zona de nivel alto, con pistas rojas de mayor dificultad que por su ubicación normalmente permanecen cerradas y algunas en desuso. Está en el lado este del puerto de montaña y las pistas están en una zona cubierta de matorrales rastreros como el piorno y el enebro. Algunas de las pistas y remontes de esta zona están dentro de la provincia de Segovia. El telesilla de Guarramillas permanece abierto los fines de semana de los meses de primavera, verano y otoño, de manera que también tiene un uso turístico.

En marzo de 2021 la empresa Puerto de Navacerrada anunció el cierre definitivo de la estación tras el anuncio del Organismo Autónomo de Parques Nacionales de no renovar la concesión de los terrenos públicos forestales donde se situaban tres de sus pistas, argumentando su ubicación dentro de una zona protegida de alto valor, los impactos del cambio climático y la alta presión turística que sufre la zona. Decisión muy contestada desde el sector social y político de ambas comunidades afirmando que el impacto ecológico es nulo y alegando motivos socioeconómicos. En diciembre de 2021 el TSJ de Castilla y León finalmente permitió la continuidad del esquí en la estación de Navacerrada. Desde entonces grupos contrarios a la estación han realizado actos vandálicos violentos contra la instalación.

### Servicios

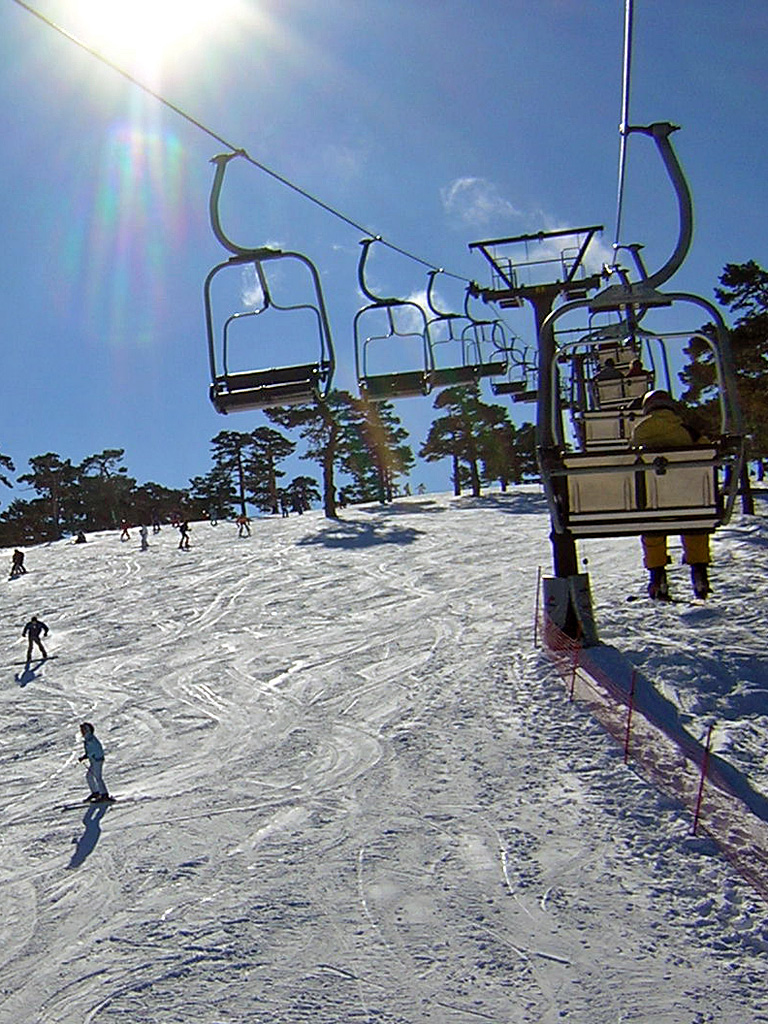
Pista de esquí del Escaparate

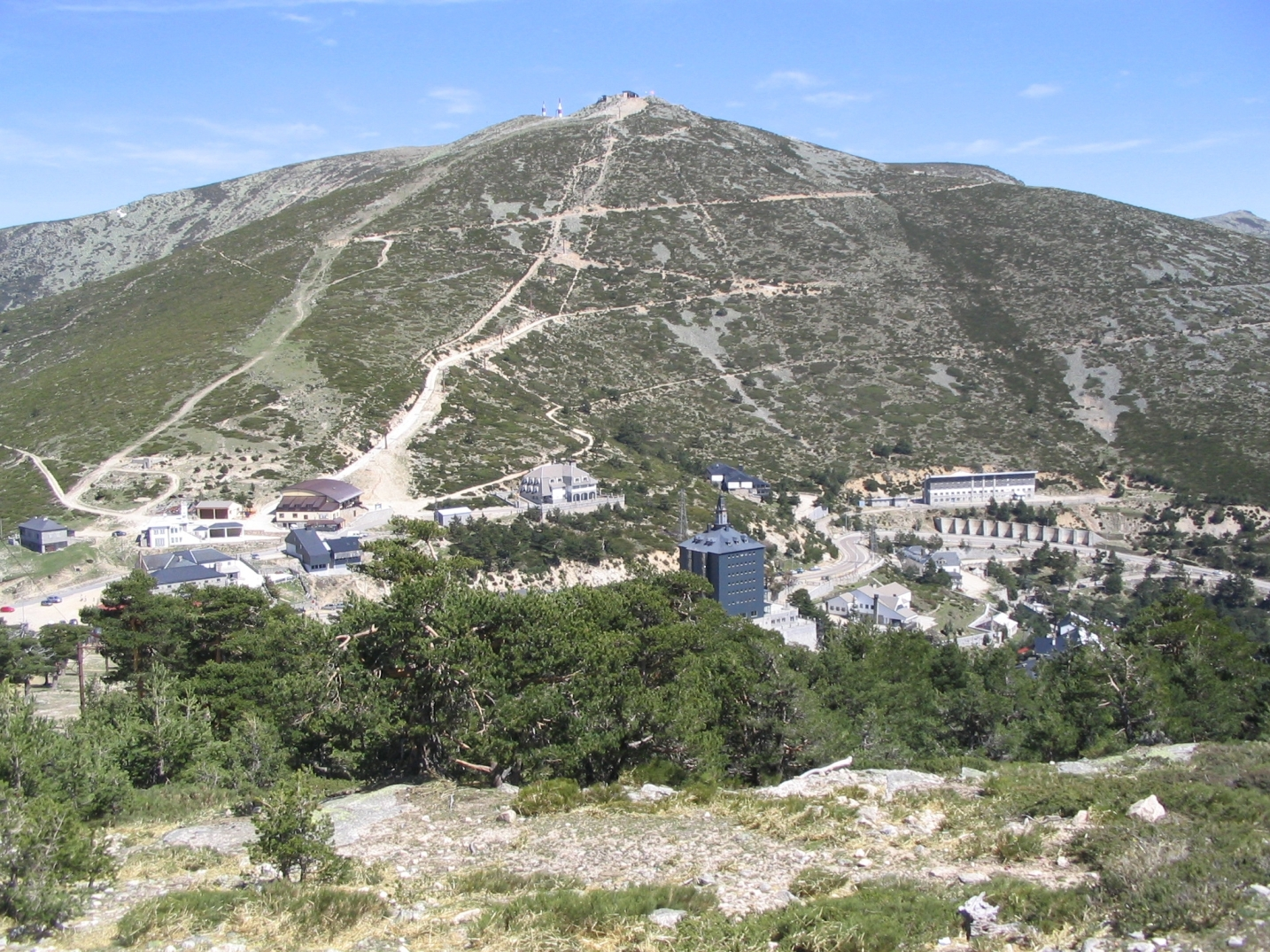
Puerto de Navacerrada con el telesilla de Guarramillas en lo alto, abierto durante los fines de semana del verano. La imagen fue tomada en las proximidades del Alto del Telégrafo

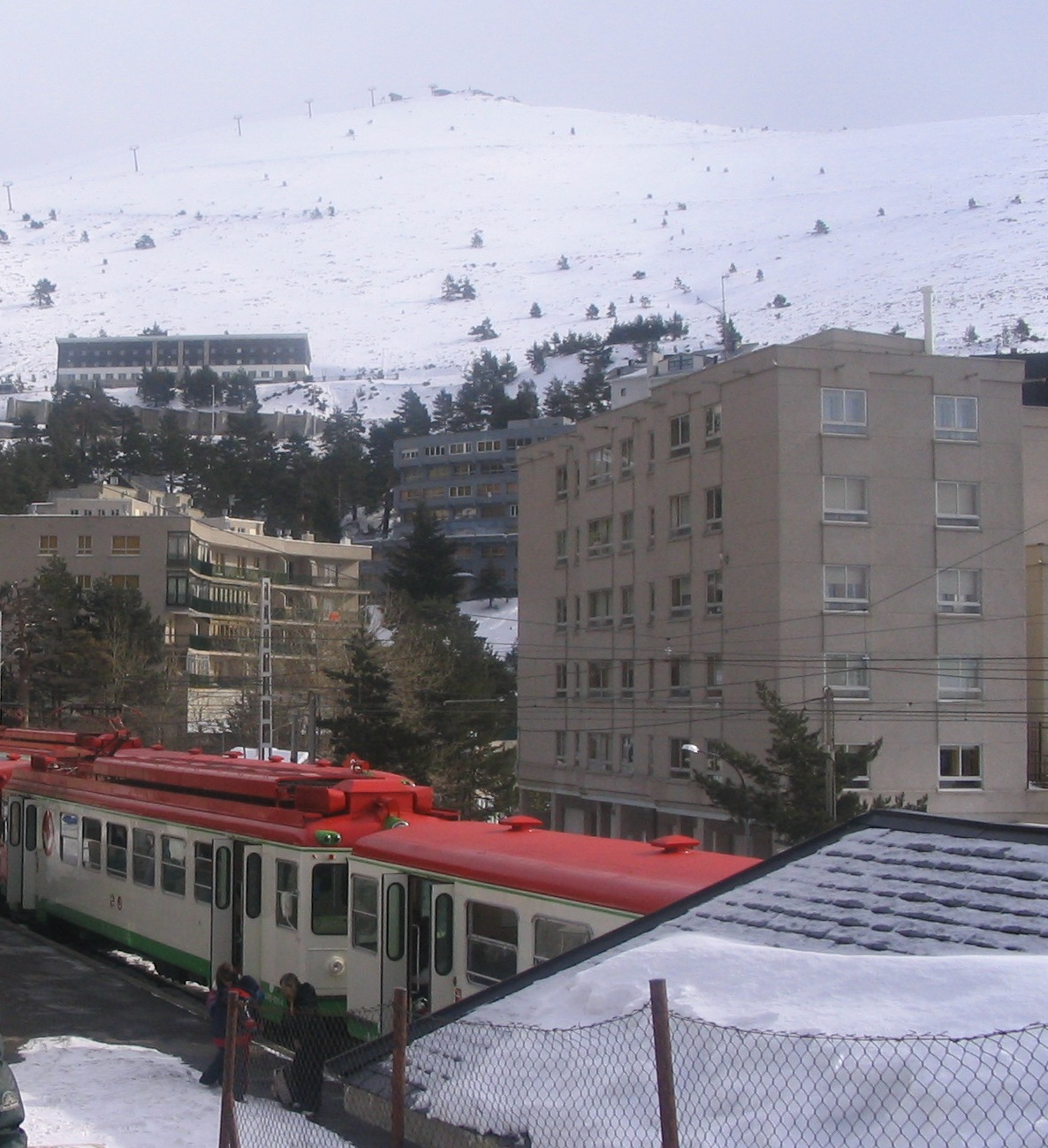
Estación de Puerto de Navacerrada, perteneciente a la Línea C-9 de Cercanías Madrid

Muy usada por aficionados de la Comunidad de Madrid, especialmente los fines de semana, dispone de una estación de tren, perteneciente a la línea C-9 de Cercanías Madrid inaugurada el 12 de julio de 1923. Hay un gran aparcamiento para vehículos que se suele saturar en días festivos de invierno dentro de la vertiente segoviana perteneciente a La Granja de San Ildefonso.
Además posee una escuela de esquí, restaurantes, cafeterías, hoteles, una residencia militar, una iglesia, un centro médico, albergues y servicio de autobuses. Todas estas edificaciones constituyen una pequeña ciudad alpina, la cual es la más alta de la Comunidad de Madrid, que se encuentra enteramente en la vertiente madrileña y organizada en torno a la carretera autonómica M-601. En las pistas hay un buen sistema de innivación artificial, efectiva en la zona libre, pero de escasa cobertura, en la zona arbolada. Además existe un edificio perteneciente al SEREIM y la Cruz Roja Alpina.

## Clima
El clima del puerto de Navacerrada es de montaña con influencias notables del clima mediterráneo continentalizado. Según la clasificación climática de Köppen se trata de un clima de tipo Csb (Mediterráneo de veranos suaves), con la existencia de un verano con pocas precipitaciones, inviernos mucho más crudos con cifras superiores a las 100 heladas y con mínimas de hasta -15 °C. Las nevadas son abundantes desde noviembre hasta abril, y suele quedar nieve hasta junio en la cota 2000, acumulándose hasta 2 m en algunas zonas. Este clima es la variación en altura del mediterráneo o Csa y se da en regiones limítrofes con dicho clima, normalmente mesetas y zonas montañosas.
| Parámetros climáticos promedio de Observatorio del Puerto de Navacerrada (1893 m s. n. m. ) (Periodo de referencia: 1991-2020, extremas: 1946-presente) | Parámetros climáticos promedio de Observatorio del Puerto de Navacerrada (1893 m s. n. m. ) (Periodo de referencia: 1991-2020, extremas: 1946-presente) | Parámetros climáticos promedio de Observatorio del Puerto de Navacerrada (1893 m s. n. m. ) (Periodo de referencia: 1991-2020, extremas: 1946-presente) | Parámetros climáticos promedio de Observatorio del Puerto de Navacerrada (1893 m s. n. m. ) (Periodo de referencia: 1991-2020, extremas: 1946-presente) | Parámetros climáticos promedio de Observatorio del Puerto de Navacerrada (1893 m s. n. m. ) (Periodo de referencia: 1991-2020, extremas: 1946-presente) | Parámetros climáticos promedio de Observatorio del Puerto de Navacerrada (1893 m s. n. m. ) (Periodo de referencia: 1991-2020, extremas: 1946-presente) | Parámetros climáticos promedio de Observatorio del Puerto de Navacerrada (1893 m s. n. m. ) (Periodo de referencia: 1991-2020, extremas: 1946-presente) | Parámetros climáticos promedio de Observatorio del Puerto de Navacerrada (1893 m s. n. m. ) (Periodo de referencia: 1991-2020, extremas: 1946-presente) | Parámetros climáticos promedio de Observatorio del Puerto de Navacerrada (1893 m s. n. m. ) (Periodo de referencia: 1991-2020, extremas: 1946-presente) | Parámetros climáticos promedio de Observatorio del Puerto de Navacerrada (1893 m s. n. m. ) (Periodo de referencia: 1991-2020, extremas: 1946-presente) | Parámetros climáticos promedio de Observatorio del Puerto de Navacerrada (1893 m s. n. m. ) (Periodo de referencia: 1991-2020, extremas: 1946-presente) | Parámetros climáticos promedio de Observatorio del Puerto de Navacerrada (1893 m s. n. m. ) (Periodo de referencia: 1991-2020, extremas: 1946-presente) | Parámetros climáticos promedio de Observatorio del Puerto de Navacerrada (1893 m s. n. m. ) (Periodo de referencia: 1991-2020, extremas: 1946-presente) | Parámetros climáticos promedio de Observatorio del Puerto de Navacerrada (1893 m s. n. m. ) (Periodo de referencia: 1991-2020, extremas: 1946-presente) |
| Mes | Ene. | Feb. | Mar. | Abr. | May. | Jun. | Jul. | Ago. | Sep. | Oct. | Nov. | Dic. | Anual |
| --- | --- | --- | --- | --- | --- | --- | --- | --- | --- | --- | --- | --- | --- |
| Temp. máx. abs. (°C) | 18.3 | 16.8 | 18.9 | 22.6 | 25.4 | 32.0 | 33.4 | 32.8 | 30.8 | 23.9 | 20.4 | 17.0 | 33.4 |
| Temp. máx. media (°C) | 2.8 | 3.2 | 5.9 | 8.0 | 12.7 | 18.7 | 23.0 | 22.8 | 17.4 | 11.2 | 5.5 | 3.8 | 11.3 |
| Temp. media (°C) | -0.1 | 0.1 | 2.4 | 4.2 | 8.3 | 13.7 | 17.4 | 17.3 | 12.8 | 7.8 | 2.8 | 1.1 | 7.3 |
| Temp. mín. media (°C) | -2.9 | -2.9 | -1.1 | 0.3 | 3.9 | 8.6 | 11.7 | 11.8 | 8.2 | 4.3 | 0.0 | -1.7 | 3.4 |
| Temp. mín. abs. (°C) | -18.2 | -18.6 | -14.7 | -11.0 | -8.0 | -3.4 | 0.0 | 0.2 | -3.0 | -7.6 | -11.8 | -20.3 | -20.3 |
| Precipitación total (mm) | 143 | 119 | 118 | 128 | 120 | 51 | 18 | 31 | 61 | 170 | 174 | 150 | 1282 |
| Días de precipitaciones (≥ 1 mm) | 11.9 | 10.5 | 10.7 | 12.1 | 11.6 | 6.1 | 2.8 | 3.3 | 6.7 | 11.7 | 13.3 | 12.1 | 112.9 |
| Días de nevadas (≥ 0.01 mm) | 12.6 | 12.1 | 10.7 | 9.8 | 3.9 | 0.4 | 0.0 | 0.0 | 0.3 | 2.5 | 8.7 | 10.1 | 71.1 |
| Horas de sol | 105 | 116 | 158 | 177 | 229 | 297 | 353 | 326 | 219 | 152 | 96 | 99 | 2338 |
| Humedad relativa (%) | 80 | 79 | 75 | 76 | 70 | 57 | 45 | 47 | 62 | 78 | 84 | 80 | 70 |
| Fuente: Agencia Estatal de Meteorología | | | | | | | | | | | | | |

## Conexiones

Plano Metropolitano Segovia donde aparece la conexión con el puerto de Navacerrada

### Servicios ferroviarios
| Línea | Recorrido                                | Estaciones                        |
| ----- | ---------------------------------------- | --------------------------------- |
|       | Cercedilla- Puerto de Navacerrada- Cotos | Estación de Puerto de Navacerrada |

### Autobuses
| Sábados, domingos y festivos |                                 |                                      |          |
| Línea                        | Destino                         | Parada                               | Operador |
| M3                           | Segovia (estación de autobuses) | Ctra. CL-601 - Puerto de Navacerrada | Linecar  |

| Diurnos |                          |                                          |                           |
| Línea   | Destino                  | Parada                                   | Operador                  |
| 691     | Cotos - Valdesquí        | 09195 Ctra. M601 - Puerto de Navacerrada | Avanza Movilidad Integral |
| 692     | Cotos - Valdesquí        | 09195 Ctra. M601 - Puerto de Navacerrada | Avanza Movilidad Integral |
| 691     | Madrid (Moncloa)         | 09199 Ctra. M601 - Puerto de Navacerrada | Avanza Movilidad Integral |
| 692     | Cercedilla - Los Molinos | 09199 Ctra. M601 - Puerto de Navacerrada | Avanza Movilidad Integral |